# Arquidiócesis de Perugia-Città della Pieve
La arquidiócesis de Perugia-Città della Pieve (en latín: Archidioecesis Perusina-Civitatis Plebis y en italiano: Arcidiocesi di Perugia-Città della Pieve) es una circunscripción eclesiástica de la Iglesia católica en Italia. Se trata de una arquidiócesis latina, sede metropolitana de la provincia eclesiástica de Perugia-Città della Pieve. Desde el 16 de julio de 2022 su arzobispo es Ivan Maffeis.

## Territorio y organización

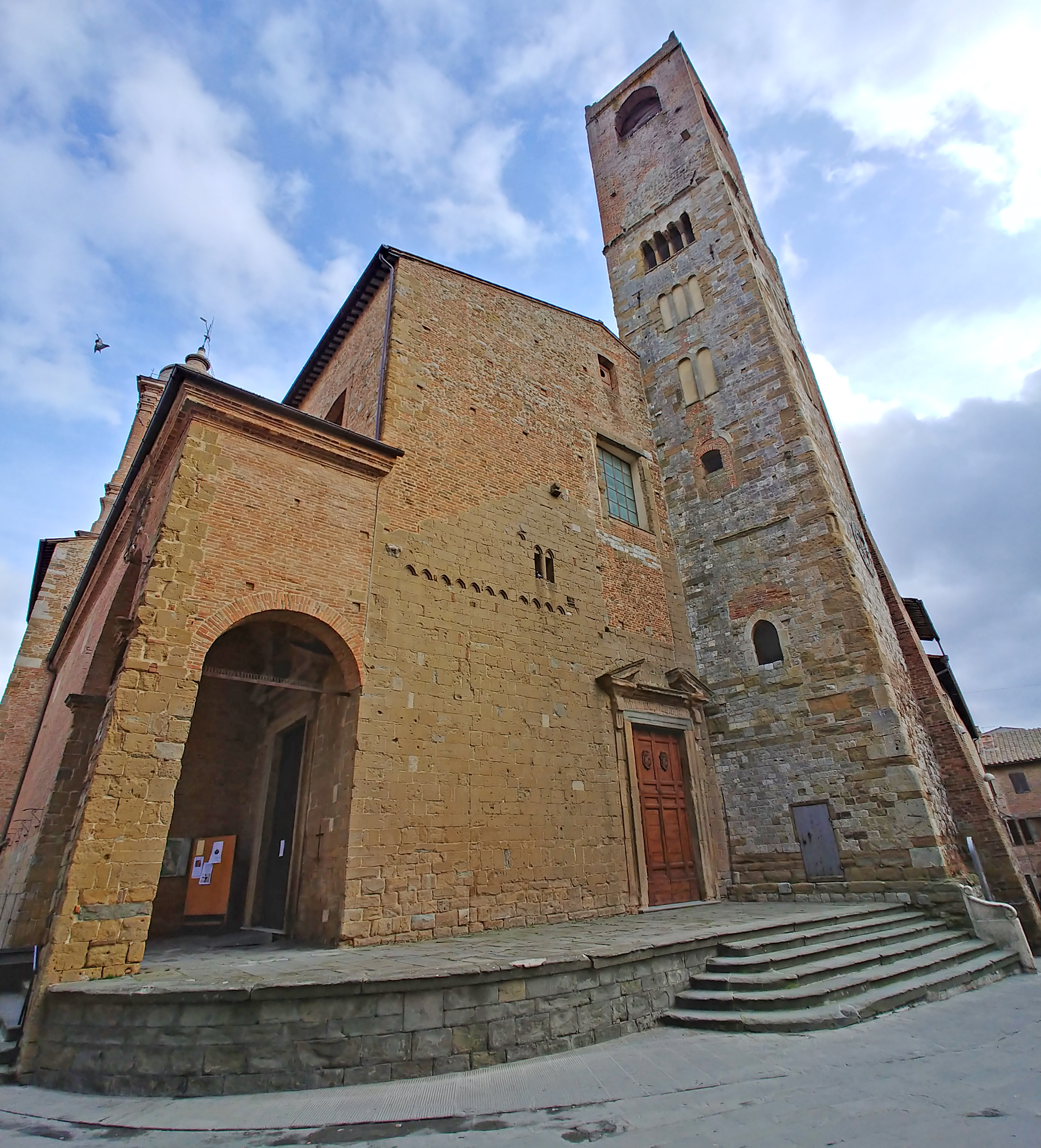
Concatedral de los Santos Gervasio y Protasio, en Città della Pieve

La arquidiócesis tiene 1900 km² y extiende su jurisdicción sobre los fieles católicos de rito latino residentes en parte de la región de Umbría, comprendiendo:
- en la provincia de Perugia las comunas de: Perugia, Castiglione del Lago, Paciano, Panicale, Piegaro, Città della Pieve, Tuoro sul Trasimeno, Lisciano Niccone, Passignano sul Trasimeno, Magione, Corciano, Marsciano (excepto la localidad de Ammeto,[2]) Deruta (excepto la fracción de Ripabianca[2]), Torgiano, Bastia Umbra (solo la fracción de Ospedalicchio[nota 1]) y Umbertide (solo las parroquias de las fracciones de Badia de Montecorona, Pierantonio, Preggio y Romeggio[nota 2]);
- en la provincia de Terni la comuna de Monteleone d'Orvieto.

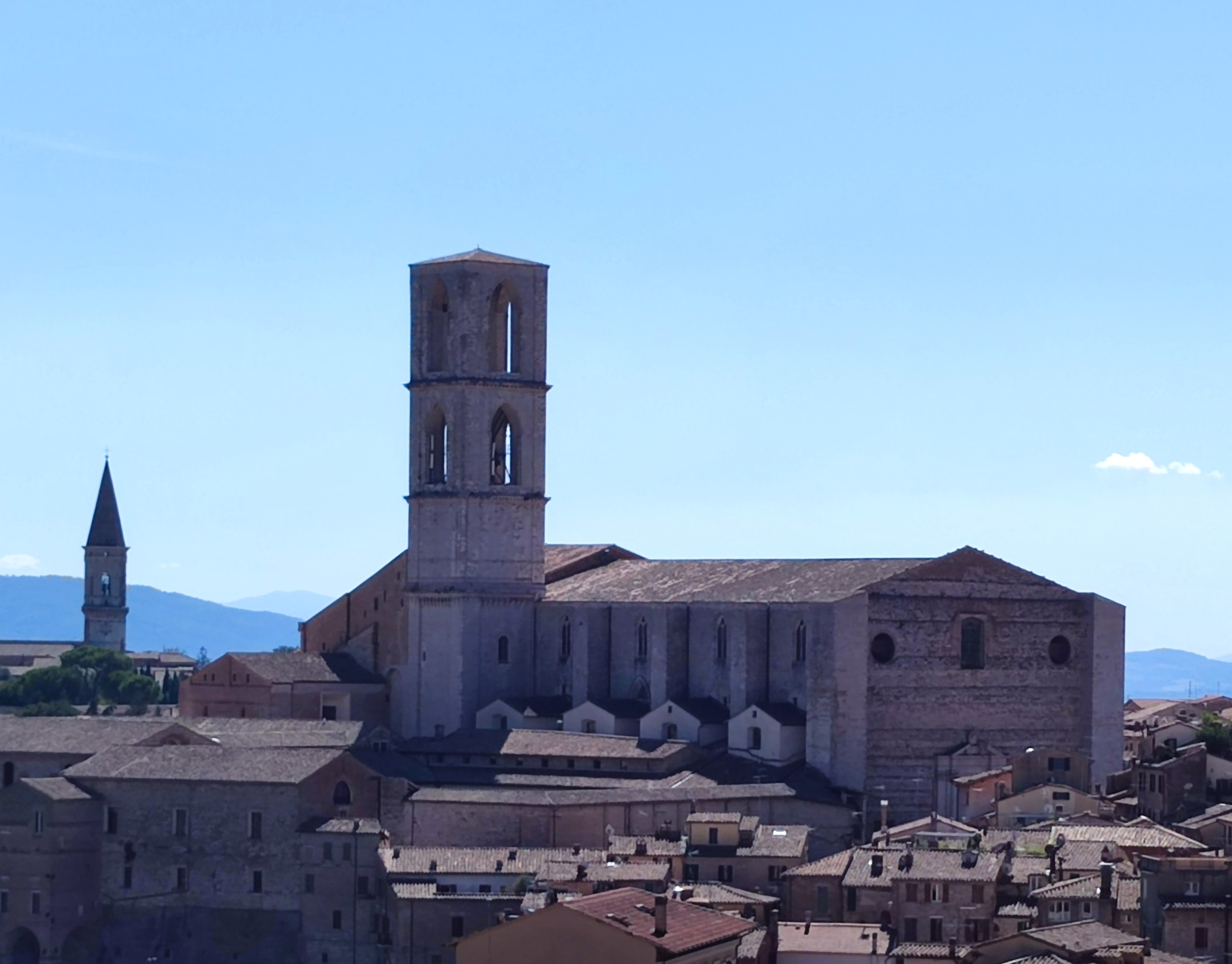
Basílica de Santo Domingo, en Perugia

La sede de la arquidiócesis se encuentra en la ciudad de Perugia, en donde se halla la Catedral de San Lorenzo. En Città della Pieve se encuentra la Concatedral de los Santos Gervasio y Protasio. En el territorio de la diócesis existen 3 basílicas menores: la de Santo Domingo y la de San Constancio, ambas en Perugia; y la basílica del Santísimo Salvador en la abadía de Montecorona en Umbertide.

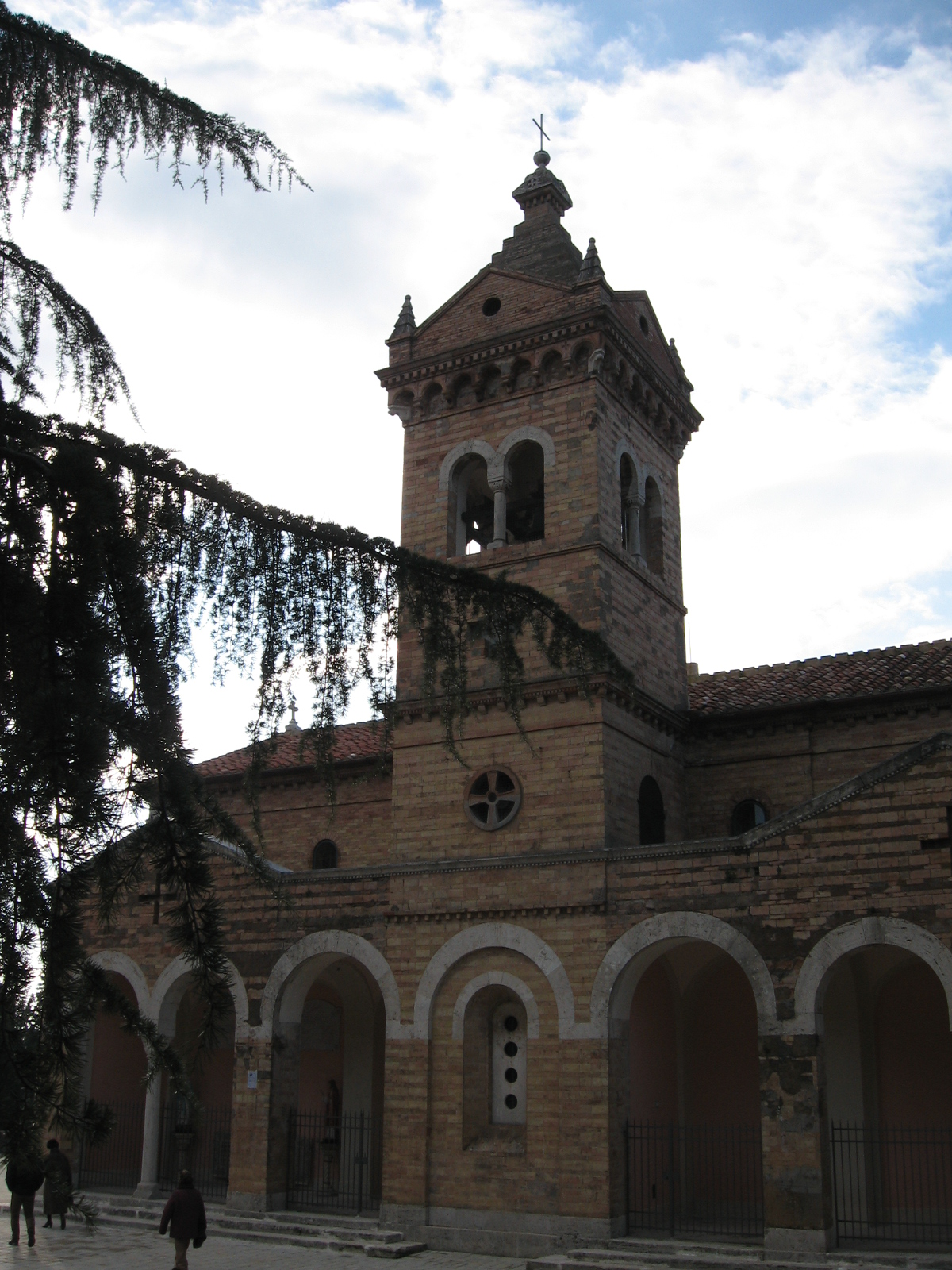
Basílica de San Constancio, en Perugia

En 2023 en la arquidiócesis existían 154 parroquias agrupadas en 7 zonas pastorales.

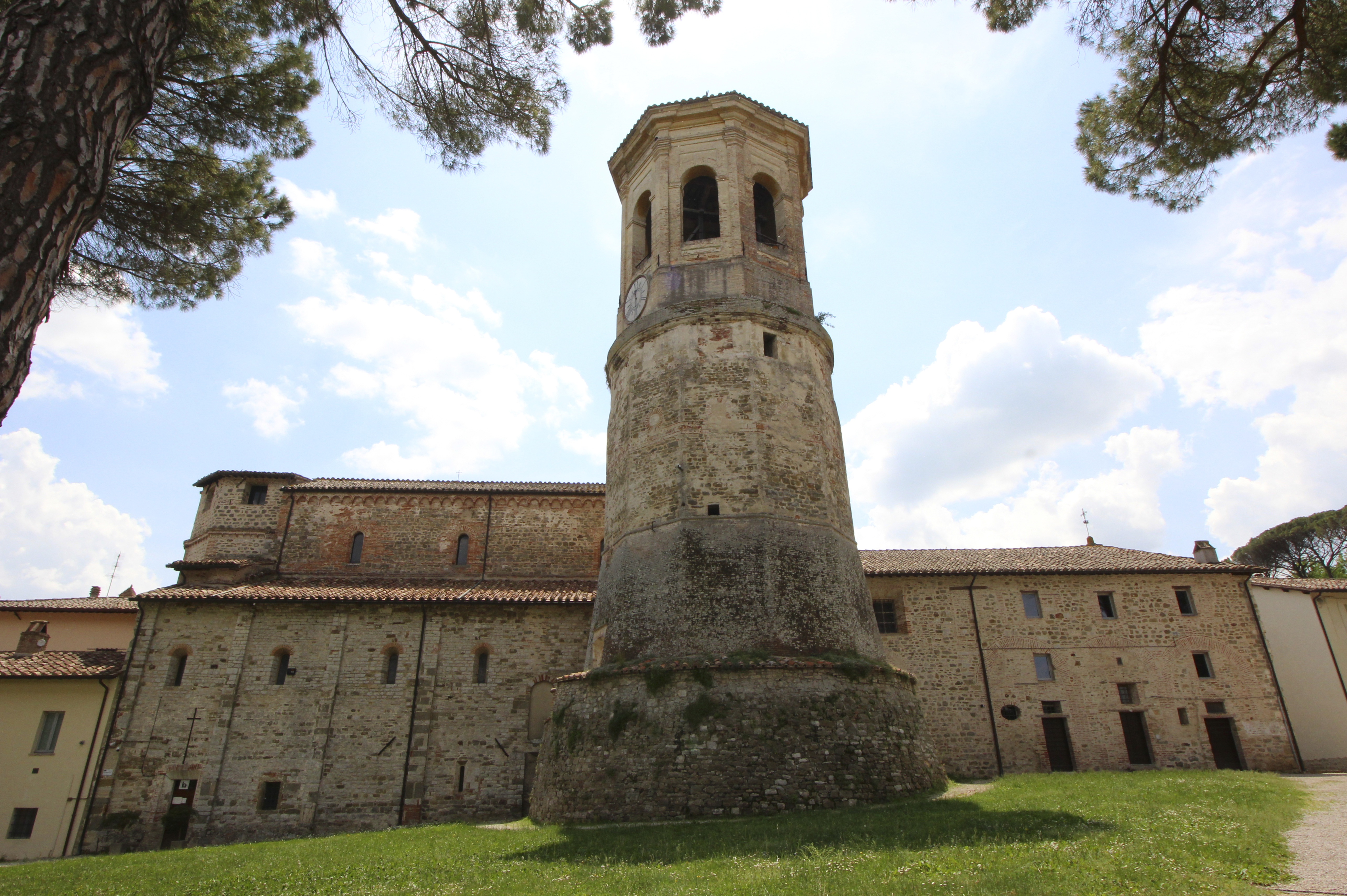
Basílica del Santísimo Salvador en la abadía de Montecorona, en Umbertide

La arquidiócesis tiene como sufragáneas a las diócesis de: Asís-Nocera Umbra-Gualdo Tadino, Città di Castello, Foligno y Gubbio.

## Historia
La actual arquidiócesis nació en 1986 de la unión de dos antiguas sedes episcopales, Perugia, atestiguada desde el siglo II/III, y Città della Pieve, erigida en 1600.

### Perugia
Según la tradición, la diócesis de Perugia fue erigida en el siglo II, y el primer obispo atestiguado por la tradición hagiográfica y el martirologio jerónimo es Constancio, cuyo «episcopado se basa en una tradición bastante seria» (Lanzoni). Sin embargo, el primer obispo del que se tiene constancia histórica cierta es Massimiano (o Massimiliano), quien participó en los sínodos romanos convocados por el papa Símaco entre finales del siglo V y principios del VI. Le siguió Herculano, asesinado por Totila entre 548 y 549 y recordado por Gregorio Magno.
La ubicación de la antigua catedral de Perugia es incierta y controvertida. La tradición la sitúa cerca de la iglesia extraurbana de San Pedro, lugar de sepultura del obispo Herculano. Más recientemente fue colocada dentro de las murallas de la ciudad, cerca de la antigua iglesia desaparecida de San Giovanni Rotondo, donde se descubrió un sarcófago cristiano de finales del siglo IV, que todavía hoy constituye la evidencia arqueológica más antigua de la presencia del cristianismo en Perugia.
En el siglo X, en época del obispo Onesto, las reliquias de san Herculano fueron trasladadas a la nueva catedral dedicada a san Lorenzo, en el sitio de la iglesia actual. La antigua iglesia de San Pedro se convirtió en la sede de un importante monasterio benedictino, fundado por el abad Pietro circa 965. Otros asentamientos monásticos que se desarrollaron en este período son el monasterio de Santa María de Val di Ponte (Montelabbate) y el monasterio camaldulense de San Salvatore di Monteacuto (o abadía de Montecorona).
Entre los siglos siglo XI y siglo XII el cabildo catedralicio, compuesto en su mayor parte por miembros de las familias nobles de la ciudad, asumió un papel central en la vida de Perugia y creció en importancia gracias a la adquisición de un notable patrimonio y a la jurisdicción patronal sobre varias iglesias. Esto contribuyó a aumentar los conflictos con la autoridad del obispo, con los otros monasterios, que en este mismo período adquirieron la exención de la jurisdicción episcopal, y con la comuna de Perugia.
En el siglo XIII la ciudad se convirtió en un importante defensor del güelfismo. Aquí se alojaban frecuentemente los pontífices. Allí murió y fue enterrado el papa Inocencio III (1216), al igual que el papa Martín IV. Entre 1216 y 1305 se celebraron en Perugia los cónclaves que eligieron a Honorio III, Honorio IV, Celestino V y Clemente V. En este siglo, la ciudad y la diócesis vieron fundarse varios monasterios de órdenes mendicantes, franciscanas y dominicas, pero también agustinas, siervos de María y carmelitas, y los monasterios femeninos de las Clarisas y las cistercienses.
En 1305 tuvo lugar el último cónclave en Perugia, que condujo a la elección del papa Clemente V, quien trasladó la sede papal a Aviñón. Este papa es el encargado de autorizar la fundación de la Universidad de Perugia (el Studium Generale). En 1320 el obispo Francesco Poggio celebró un sínodo diocesano, del que se conocen las actas del primero, que trabajó en la reforma del clero. En 1462 se fundó el primer Monte de piedad.
A principios del siglo XVI, durante el episcopado del cardenal Agostino Spinola, el cabildo catedralicio de Perugia, que desde el siglo XII seguía la regla de San Agustín, fue secularizado. En 1564 Fulvio Giulio della Corgna erigió formalmente el seminario diocesano, iniciado ya en 1559 por un sacerdote y un laico, y celebró el primer sínodo postridentino. Un importante obispo reformador fue Napoleone Comitoli (1591-1624), «representante de la actividad pastoral postridentina, por los numerosos sínodos, el cuidado de la liturgia y la promoción del culto a los santos locales». También fue notoria la presencia y difusión de cofradías. Sólo en Perugia había casi cuarenta a finales del siglo XVI.
El 27 de marzo de 1882, mediante la bula Universae Ecclesiae régimen, Perugia fue elevada al rango de arquidiócesis inmediatamente sujeta a la Santa Sede por el papa León XIII, que había sido su obispo desde 1846 a 1880. El papa Pecci «se encontró dirigiendo la Iglesia de Perugia en momentos de crisis política, apoyando firmemente las instituciones eclesiásticas y guiando al clero y al pueblo sobre todo con la promulgación de importantes cartas pastorales. Realizó siete visitas pastorales, reformó el seminario y fundó la Academia de Santo Tomás; promovió la educación femenina y la devoción a Nuestra Señora de las Gracias en la catedral y a Nuestra Señora de la Misericordia en el nuevo santuario del Ponte della Pietra.»
A principios del siglo XX, la arquidiócesis vivió un profundo período de crisis cuando, tras una visita apostólica, el director y el vicerrector del seminario fueron acusados de seguir ideas modernistas y removidos de sus cargos. El seminario fue cerrado y el obispo Dario Mattei Gentili se vio obligado a dimitir en 1910.
El 15 de agosto de 1972 la arquidiócesis de Perugia fue elevada al rango de sede metropolitana mediante la bula Animorum utilitati del papa Pablo VI. A la nueva provincia eclesiástica fueron asignadas las diócesis de Asís, Città di Castello, Città della Pieve, Gubbio, Foligno y Nocera Umbra y Gualdo Tadino.

### Città della Pieve
El 25 de septiembre de 1600 fue erigida la diócesis de Città della Pieve mediante la bula In supereminenti del papa Clemente VIII. Con la bula Super universas del 9 de noviembre de 1601, el pontífice definió las posesiones y los límites de la diócesis, separada de la de Chiusi, y estableció el capítulo de los canónigos. El primer obispo elegido, Angelo Angelotti, murió el mismo año de su elección sin poder ser consagrado. La muerte de Clemente VIII y de su sucesor León XI retrasó el nombramiento y consagración del primer obispo, Fabrizio Paolucci, que tuvo lugar recién en 1605.
La diócesis era pequeña y tenía escasos ingresos, hasta el punto de que los primeros obispos tuvieron que invertir su propio patrimonio personal para dotar a la diócesis de las estructuras necesarias para la acción pastoral. El obispo Fabrizio Paolucci (1605-1625) fundó el seminario episcopal, que sin embargo tuvo una vida irregular hasta la reforma llevada a cabo por Giovanni Evangelista Stefanini entre 1771 y 1775. Riginaldo Lucarini (1643-1671) destinó los recursos familiares a «ampliar la catedral, fundar la biblioteca pública y potenciar la red de instituciones asistenciales y caritativas».
Entre los obispos de Città della Pieve destaca especialmente Giuseppe Angelucci, que gobernó la diócesis durante casi toda la primera mitad del siglo XX (1910-1949). Firme partidario del gobierno fascista, apoyó todas sus iniciativas, involucrando al clero de la arquidiócesis. Al final de la guerra, atacó la ideología comunista, imponiendo a los párrocos la escrupulosa observancia de las disposiciones de Pío XII en este campo.
El 15 de agosto de 1972 la diócesis de Città della Pieve, hasta entonces inmediatamente sujeta a la Santa Sede, pasó a ser sufragánea de la arquidiócesis de Perugia.
En 1973, para hacer coincidir los límites de las diócesis con los de las regiones civiles, la diócesis de Città della Pieve cedió el 24 de marzo mediante el decreto Quo facilius de la Congregación para los Obispos el territorio de la fracción de Trevinano en la comuna de Acquapendente a la diócesis de Acquapendente en Lacio y el 16 de julio las parroquias de Camporsevoli y San Lazzaro alle Piazze en la comuna de Cetona a la diócesis de Chiusi y Pienza en Toscana mediante el decreto De animarum de la Congregación para los Obispos. Por el mismo motivo en 1977 la parroquia toscana de Santa Fiora y las de sus dos fracciones Bagnolo y Bagnore pasaron a la diócesis de Sovana-Pitigliano mediante el decreto De animarum de la Congregación para los Obispos.
En el momento de la plena unión con la arquidiócesis de Perugia, la diócesis de Città della Pieve incluía 19 parroquias en las comunas de Città della Pieve (4), Piegaro (1), Panicale (4), Paciano (1), Castiglione del Lago (8) y Monteleone d'Orvieto (1).

### Las sedes unidas
El 3 de junio de 1977 Ferdinando Lambruschini, ya arzobispo de Perugia, fue nombrado también obispo de Città della Pieve, uniéndose así in persona episcopi las dos sedes.
El 30 de septiembre de 1986 la diócesis asumió su nombre actual mediante el decreto Instantibus votis de la Congregación para los Obispos, que sancionó la plena unión de las dos sedes episcopales.

## Estadísticas
Según el Anuario Pontificio 2024 la arquidiócesis tenía a fines de 2023 un total de 251 300 fieles bautizados.
| Año                                                                             | Población            | Población | Población      | Sacerdotes | Sacerdotes    | Sacerdotes    | Bautizados por sacerdote | Diáconos permanentes | Religiosos | Religiosos | Parroquias |
| Año                                                                             | Bautizados católicos | Total     | % de católicos | Total      | Clero secular | Clero regular | Bautizados por sacerdote | Diáconos permanentes | Varones    | Mujeres    | Parroquias |
| ------------------------------------------------------------------------------- | -------------------- | --------- | -------------- | ---------- | ------------- | ------------- | ------------------------ | -------------------- | ---------- | ---------- | ---------- |
| Arquidiócesis de Perugia                                                        |                      |           |                |            |               |               |                          |                      |            |            |            |
| 1950                                                                            | 166 036              | 166 036   | 100.0          | 294        | 229           | 65            | 564                      |                      | 80         | 465        | 193        |
| 1970                                                                            | 185 000              | 187 144   | 98.9           | 329        | 217           | 112           | 562                      |                      | 123        | 596        | 201        |
| 1980                                                                            | 187 600              | 189 800   | 98.8           | 293        | 200           | 93            | 640                      | 1                    | 102        | 428        | 205        |
| Arquidiócesis de Città della Pieve                                              |                      |           |                |            |               |               |                          |                      |            |            |            |
| 1950                                                                            | 45 000               | 45 000    | 100.0          | 45         | 45            | -             | 1000                     |                      | -          | 110        | 33         |
| 1970                                                                            | 28 558               | 28 558    | 100.0          | 41         | 41            | -             | 696                      |                      | -          | ?          | 34         |
| 1980                                                                            | 24 700               | 24 700    | 100.0          | 32         | 32            | -             | 771                      |                      | -          | 54         | 28         |
| Arquidiócesis de Perugia-Città della Pieve                                      |                      |           |                |            |               |               |                          |                      |            |            |            |
| 1990                                                                            | 228 600              | 230 800   | 99.0           | 280        | 196           | 84            | 816                      | 1                    | 127        | 521        | 155        |
| 1999                                                                            | 229 500              | 232 500   | 98.7           | 233        | 155           | 78            | 984                      | 7                    | 120        | 450        | 154        |
| 2000                                                                            | 229 500              | 232 500   | 98.7           | 235        | 154           | 81            | 976                      | 7                    | 119        | 399        | 154        |
| 2001                                                                            | 229 500              | 232 500   | 98.7           | 230        | 149           | 81            | 997                      | 10                   | 119        | 399        | 154        |
| 2002                                                                            | 229 500              | 232 500   | 98.7           | 241        | 149           | 92            | 952                      | 8                    | 130        | 399        | 154        |
| 2003                                                                            | 229 500              | 232 862   | 98.6           | 234        | 151           | 83            | 980                      | 11                   | 113        | 399        | 154        |
| 2004                                                                            | 229 500              | 232 500   | 98.7           | 227        | 146           | 81            | 1011                     | 12                   | 111        | 399        | 154        |
| 2013                                                                            | 256 000              | 286 645   | 89.3           | 195        | 119           | 76            | 1312                     | 27                   | 103        | 424        | 155        |
| 2016                                                                            | 255 000              | 285 000   | 89.5           | 223        | 119           | 104           | 1143                     | 34                   | 130        | 292        | 155        |
| 2019                                                                            | 258 515              | 284 580   | 90.8           | 205        | 121           | 84            | 1261                     | 37                   | 107        | 266        | 155        |
| 2021                                                                            | 253 000              | 283 000   | 89.4           | 196        | 112           | 84            | 1290                     | 38                   | 106        | 256        | 154        |
| 2023                                                                            | 251 300              | 286 745   | 87.6           | 158        | 117           | 41            | 1590                     | 43                   | 63         | 243        | 154        |
| Fuente: Catholic-Hierarchy, que a su vez toma los datos del Anuario Pontificio. |                      |           |                |            |               |               |                          |                      |            |            |            |

## Episcopologio

### Obispos y arzobispos de Perugia
- San Costanzo † (siglo II-III)
- San Decenzio? † (circa 250)
- San Massimiano (o Massimiliano) † (antes de 495?-después de 502)[15]
- San Ercolano † (antes de 541/543-fines de 548/inicios de 549 falleció)[16]
- Giovanni I † (mencionado en 556)[17]
- Avenzio † (mencionado antes de mayo de 599)[18]
- Venanzio † (mencionado en 604)[nota 3]
- Lorenzo † (mencionado en 649)
- Benedetto I (o Bennato) † (mencionado en 680)
- San Asclepiadoro? † (mencionado en 700 circa)[nota 4]
- Gaudenzio † (mencionado en 743)
- Epifanio † (mencionado en 761)
- Teodorico † (mencionado en 826)
- Benedetto II † (mencionado en 853)
- Lanfridio? † (mencionado en 861)[nota 5]
- Benedetto III † (mencionado en 879)[nota 6]
- Teobaldo † (mencionado en 887)[nota 7]
- Ruggero † (mencionado en 936)
- Onesto † (antes de 965-después de 967)
- Conone † (antes de 998-circa 1031 falleció)
- Andrea † (circa 1032/1033-antes de abril de 1049 depuesto o falleció)[nota 8]
- Ottecario (o Otgerio) † (antes de 1052-después de julio de 1057)[nota 9]
- Goffredo † (antes de abril de 1059-después de 1085)[19]
- Giovanni II † (mencionado en 1105)
- Gennaro? † (circa 1120)
- Rodolfo I (Armanni de Staffa) † (mencionado en 1136)[nota 10]
- Giovanni III † (mencionado en 1146)
- Rodolfo II † (mencionado en 1154)
- Giovanni IV? † (mencionado en 1163)
- Viviano † (antes de 1179-1206 falleció)
- Giovanni V † (1206-1231 falleció)
- Salvio Salvi † (1231-1244 falleció)
- Benedetto IV † (1244-1248)
- Frogerio o Frigerio † (11 de mayo de 1248-1250 falleció)
- Benaudito (o Benenato) † (antes de mayo de 1250-antes de septiembre de 1253 falleció)[20]
- Bernardo Corio † (31 de octubre de 1254-26 de agosto de 1287 falleció)
- Giovanni VI † (17 de abril de 1288-9 de noviembre de 1290 falleció)
- Bulgaro Montemelini † (10 de enero de 1291-23 de noviembre de 1308 falleció)
  - Sede vacante (1308-1312)
- Francesco Poggio, O.P. † (8 de mayo de 1312-16 de noviembre de 1330 falleció)
- Ugolino Guelfoni, O.S.B. † (11 de enero de 1331-7 de octubre de 1337 falleció)
- Francesco Graziani † (9 de octubre de 1337-1352 falleció)
- Andrea Bontempi † (2 de mayo de 1354-16 de julio de 1390 falleció)
- Agostino Cacciaguerra † (29 de octubre de 1390-27 de febrero de 1404 nombrado obispo de Spoleto)
- Edoardo Michelotti, O.F.M. † (29 de febrero de 1404-diciembre de 1411 falleció)
- Antonio Michelotti, O.S.B. † (8 de enero de 1412-10 de octubre de 1434 falleció)
- Andrea Giovanni Baglioni † (9 de marzo de 1435-24 de octubre de 1449 falleció)
- Giacomo Vannucci † (27 de octubre de 1449-1482 renunció)
- Dioniso Vannucci † (29 de mayo de 1482-9 de abril de 1491 falleció)
- Girolamo Balbano † (18 de abril de 1491-1492 falleció)
- Juan López † (29 de diciembre de 1492-15 de octubre de 1498 nombrado arzobispo de Capua)
- Francesco Gazzetta † (15 de octubre de 1498-29 de julio de 1499 falleció)
  - Juan López † (27 de agosto de 1499-5 de agosto de 1501 falleció) (administrador apostólico)
- Troilo Baglioni † (27 de agosto de 1501-1503 depuesto)
  - Francisco de Remolins † (4 de agosto de 1503-marzo de 1506 renunció) (administrador apostólico)
- Antonio Ferrero † (30 de marzo de 1506-23 de julio de 1508 falleció)
- Matteo Baldeschi † (28 de julio de 1508-diciembre de 1509 falleció)
- Agostino Spinola † (19 de diciembre de 1509-15 de febrero de 1529 renunció)
- Carlo Spinola † (15 de febrero de 1529-15 de noviembre de 1535 falleció)
- Giacomo Simonetta † (20 de diciembre de 1535-20 de julio de 1538 renunció)
- Francesco Bernardino Simonetta † (29 de julio de 1538-1550 falleció)
- Fulvio Giulio della Corgna, O.S.Io.Hieros. † (5 de marzo de 1550-22 de marzo de 1553 renunció)
- Ippolito della Corgna † (22 de marzo de 1553-? renunció)
- Giulio Oradini † (17 de abril de 1562-? renunció)
- Fulvio Giulio della Corgna, O.S.Io.Hieros. † (6 de septiembre de 1564-5 de mayo de 1574 nombrado cardenal obispo de Albano) (por segunda vez)
- Francesco Bossi † (5 de mayo de 1574-21 de octubre de 1579 nombrado obispo de Novara)
- Vincenzo Ercolani, O.P. † (27 de noviembre de 1579-29 de octubre de 1586 falleció)
- Antonio Maria Galli † (5 de noviembre de 1586-19 de julio de 1591 nombrado obispo de Osimo)
- Napoleone Comitoli † (19 de julio de 1591-30 de agosto de 1624 falleció)
- Cosimo de Torres † (16 de septiembre de 1624-3 de abril de 1634 nombrado arzobispo de Monreale)
- Benedetto Ubaldi † (2 de abril de 1634-1643 renunció)
- Orazio Monaldi † (14 de diciembre de 1643-diciembre de 1656 falleció)
  - Sede vacante (1656-1659)
- Marcantonio Oddi † (23 de junio de 1659-24 de febrero de 1668 falleció)
- Lucalberto Patrizi † (3 de junio de 1669-29 de agosto de 1701 falleció)
- Anton Felice Marsili † (5 de diciembre de 1701-5 de julio de 1710 falleció)
- Vitale Giuseppe de' Buoi † (23 de febrero de 1711-23 de noviembre de 1726 falleció)
- Marco Antonio Ansidei † (16 de diciembre de 1726-14 de febrero de 1730 falleció)
- Francesco Riccardo Ferniani † (11 de diciembre de 1730-25 de agosto de 1762 falleció)
- Filippo Amadei † (22 de noviembre de 1762-9 de agosto de 1775 falleció)
- Alessandro Maria Odoardi † (29 de enero de 1776-2 de febrero de 1805 falleció)
- Camillo Campanelli † (23 de septiembre de 1805-30 de julio de 1818 falleció)
- Carlo Filesio Cittadini † (2 de octubre de 1818-16 de abril de 1845 falleció)
- Vincenzo Gioacchino Pecci † (19 de enero de 1846-27 de febrero de 1880 renunció[nota 11])
- Federico Pietro Foschi † (27 de febrero de 1880-12 de noviembre de 1895 falleció)
- Dario Mattei Gentili † (29 de noviembre de 1895-30 de septiembre de 1910 renunció)
- Giovanni Beda Cardinale, O.S.B. † (8 de noviembre de 1910-25 de julio de 1922 renunció)[nota 12]
- Giovanni Battista Rosa † (11 de diciembre de 1922-29 de octubre de 1942 falleció)
- Mario Vianello † (11 de marzo de 1943-13 de agosto de 1955 falleció)
- Pietro Parente † (15 de septiembre de 1955-23 de octubre de 1959 nombrado asesor de la Congregación del Santo Oficio[nota 13])
- Raffaele Baratta † (17 de diciembre de 1959-15 de octubre de 1968 retirado[nota 14])
- Ferdinando Lambruschini † (15 de octubre de 1968-25 de julio de 1981 falleció)
- Cesare Pagani † (21 de noviembre de 1981-30 de septiembre de 1986 nombrado arzobispo de Perugia-Città della Pieve)

### Arzobispos de Perugia-Città della Pieve
- Cesare Pagani † (30 de septiembre de 1986-12 de marzo de 1988 falleció)
- Ennio Antonelli (6 de octubre de 1988-25 de mayo de 1995 renunció)
- Giuseppe Chiaretti † (9 de diciembre de 1995-16 de julio de 2009 retirado)
- Gualtiero Bassetti (16 de julio de 2009-27 de mayo de 2022 retirado)
- Ivan Maffeis, desde el 16 de julio de 2022

### Para Perugia
- (en latín) Ferdinando Ughelli, Italia sacra, vol. I, segunda edición, Venecia, 1717, col. 1153-1174
- (en italiano) Giuseppe Cappelletti, Le Chiese d'Italia della loro origine sino ai nostri giorni, vol. IV, Venecia, 1846, pp. 447-504
- (en latín) Paul Fridolin Kehr, Italia pontificia, vol. IV, Berlín, 1909, pp. 60-79
- (en alemán) Gerhard Schwartz, Die besetzung der bistümer Reichs italiens unter den sächsischen und salischen kaisern: mit den listen der bischöfe, 951-1122, Leipzig-Berlín, 1913, pp. 287-290
- (en latín) Michele Faloci Pulignani, L'Umbria sacra del padre Sbaraglia, en Archivio per la storia ecclesiastica dell'Umbria, I (1913), pp. 602-618
- (en italiano) Francesco Lanzoni, Le diocesi d'Italia dalle origini al principio del secolo VII (an. 604), vol. I, Faenza, 1927, pp. 548-552
- (en italiano) L. Colangeli, Testimoni e protagonisti di un tempo difficile. Relazioni dei parroci sul passaggio del fronte nella diocesi di Perugia, Foligno, Editoriale Umbra, 2007
- (en latín) Pius Bonifacius Gams, Series episcoporum Ecclesiae Catholicae, Graz, 1957, pp. 714-715
- (en latín) Konrad Eubel, Hierarchia Catholica Medii Aevi, vol. 1, p. 396; vol. 2, pp. 214; vol. 3, pp. 271-272; vol. 4, p. 277; vol. 5, p. 311; vol. 6, pp. 333-334

### Para Città della Pieve
- (en inglés) Ficha de la diócesis de Città della Pieve en www.catholic-hierarchy.org
- (en inglés) Ficha de la diócesis de Città della Pieve en www.gcatholic.org
- (en latín) Ferdinando Ughelli, Italia sacra, vol. I, segunda edición, Venecia, 1717, col. 585-595
- (en italiano) Remo Serafini, Seminaristi, preti e vescovi della diocesi di Città della Pieve nel XX secolo, Montepulciano, 2003
- (en italiano) Giuseppe Cappelletti, Le Chiese d'Italia della loro origine sino ai nostri giorni, vol. V, Venecia, 1846, pp. 247-276
- (en latín) Pius Bonifacius Gams, Series episcoporum Ecclesiae Catholicae, Graz, 1957, pp. 684-685
- (en latín) Konrad Eubel, Hierarchia Catholica Medii Aevi, vol. 4, p. 152; vol. 5, p. 160; vol. 6, p. 168